# Bouvancourt
Bouvancourt is een gemeente in het Franse departement Marne (regio Grand Est) en telt 163 inwoners (2005). De plaats maakt deel uit van het arrondissement Reims.

## Geografie
De oppervlakte van Bouvancourt bedraagt 12,9 km², de bevolkingsdichtheid is 12,6 inwoners per km².
De onderstaande kaart toont de ligging van Bouvancourt met de belangrijkste infrastructuur en aangrenzende gemeenten.

## Demografie
Onderstaande figuur toont het verloop van het inwonertal (bron: INSEE-tellingen).

1. ↑  Populations de référence 2022.